# ピエルマリア・オッドーネ
ピエルマリア・オッドーネ（Piermaria J Oddone, 1944年 - ）はペルー生まれの粒子物理学者である。

## 概要

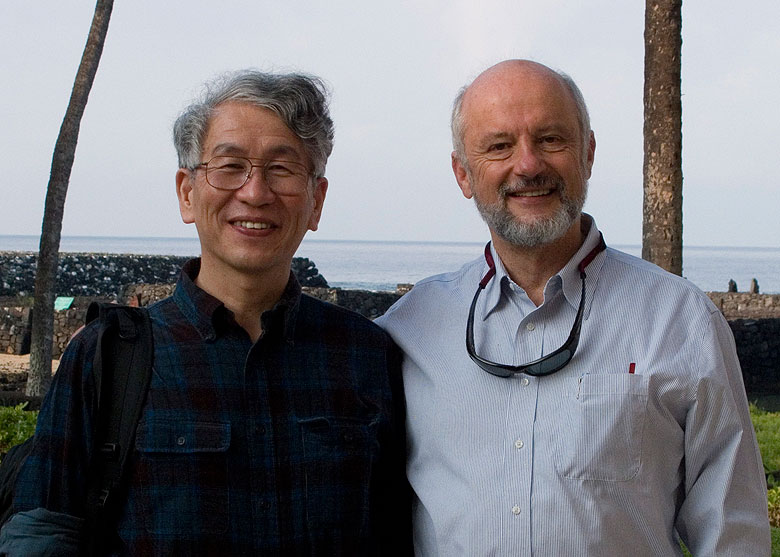
2010年10月、高エネルギー加速器研究機構機構長鈴木厚人（左）と

アシンメトリック（非対称）Bファクトリー（B中間子を大量に作り出してCP対称性の破れを検証する実験法）の発明によりパノフスキー賞を受賞した。
ペルーに生まれた。1965年にマサチューセッツ工科大学を卒業し、1970年プリンストン大学で学位を得た。1972年からローレンス・バークレー国立研究所で働き、1987年から物理部門の部長になった。2005年からフェルミ国立加速器研究所の所長になった。